# Keula (Wittichenau)

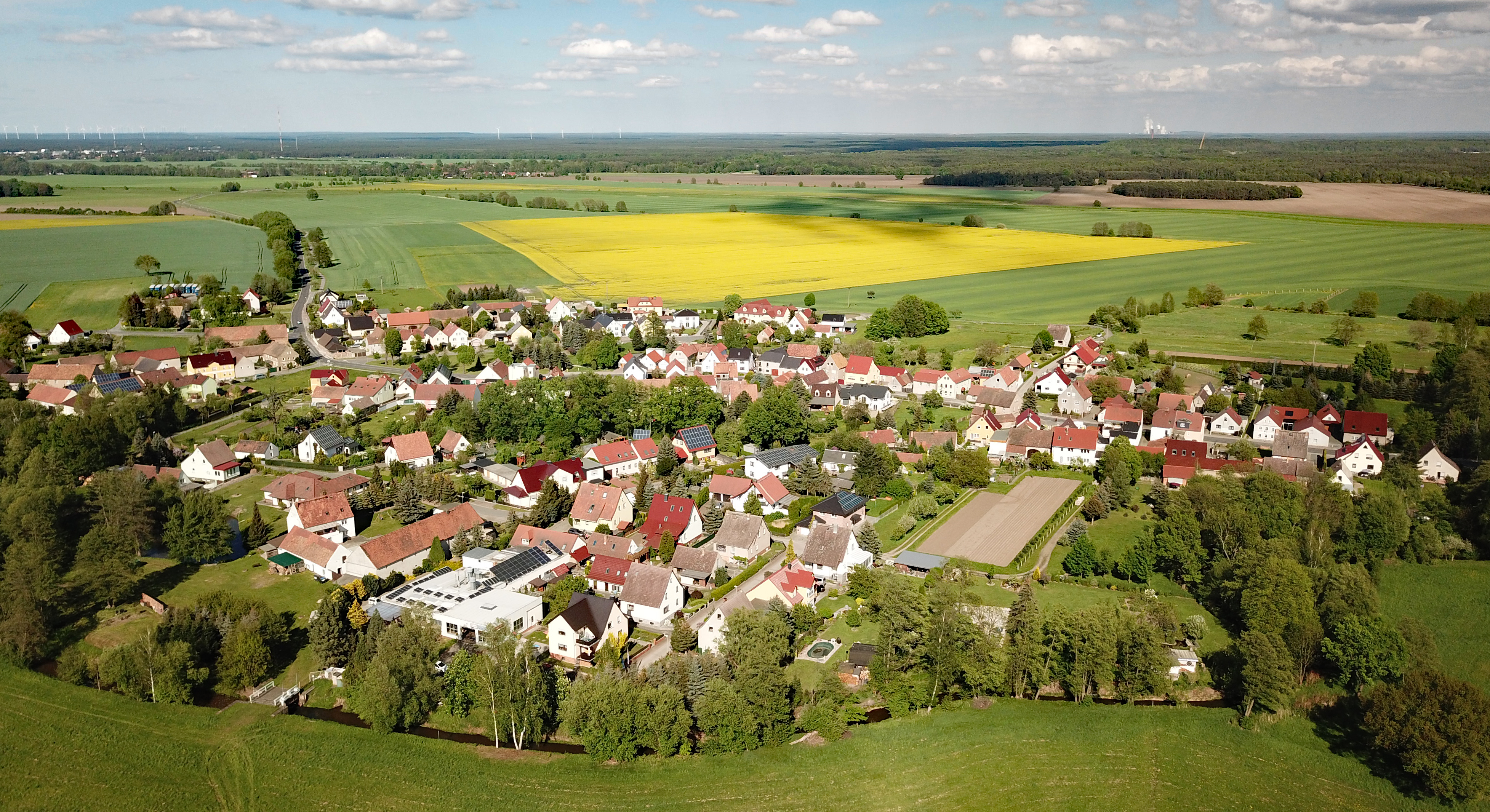
Luftbild

Keula, obersorbisch Kulowcⓘ, ist ein Ortsteil der Stadt Wittichenau im Landkreis Bautzen in Sachsen. Der Ort zählt zum offiziellen sorbischen Siedlungsgebiet in der Oberlausitz.

## Lage
Keula liegt in der Oberlausitz unmittelbar nördlich der Kernstadt Wittichenau und sieben Kilometer südlich der Stadt Hoyerswerda. Umliegende Ortschaften sind der zur Stadt Hoyerswerda gehörende Stadtteil Groß Neida im Norden, Spohla im Nordosten, Maukendorf im Osten, Brischko im Südosten, die Stadt Wittichenau im Süden sowie Neudorf Klösterlich im Nordwesten. Westlich von Keula liegt das Dubringer Moor.
Durch Keula verläuft die sächsische Staatsstraße 95 von Hoyerswerda nach Kamenz sowie die Kreisstraße 9207 die über Spohla zur Bundesstraße 96 führt. Östlich von Keula fließt die Wudra.

## Geschichte
Keula wurde im Jahr 1286 als Chula sita juxta Witegenhaw erstmals urkundlich erwähnt. Der Ortsname änderte sich von Kuele (1374) über Kewle (1486) und Keila (1732) zu Keula im Jahr 1759. Im Jahr 1936 wurde der Ort von den Nationalsozialisten aus ideologischen Gründen in Runddorf umbenannt, was der Bedeutung des ursprünglich sorbischen Ortsnamens entspricht. Diese Benennung wurde 1947 wieder rückgängig gemacht.
Seit dem Jahr 1613 gibt es in Keula eine Kapelle. Im Jahr 1654 brannte beinahe der gesamte Ort ab, wobei die Kapelle allerdings nicht beschädigt wurde. Einen weiteren Großbrand am 25. Januar 1863 überstand die Kapelle ebenfalls ohne Beschädigungen. 1872 wurde die Kapelle abgerissen und an gleicher Stelle wieder neu aufgebaut. Die Kapelle ist im gotischen Stil errichtet und mit Innenabmessungen von 2,80 Meter mal 2,20 Meter die kleinste Kapelle im Bistum Görlitz.
Nach dem Ersten Schlesischen Krieg kam Keula im Jahr 1742 an das Königreich Preußen. Dort lag der Ort bis zum 8. Juli 1945 im Regierungsbezirk Liegnitz. Am 25. Juli 1952 wurde Keula dem Kreis Hoyerswerda zugeordnet und am 1. Januar 1978 nach Wittichenau eingemeindet. Als Teil der Stadt Wittichenau lag Keula nach der Wende im Landkreis Hoyerswerda in Sachsen. Vom 1. Januar 1996 bis zum 31. Juli 2008 lag Keula im Landkreis Kamenz, seit der sächsischen Kreisreform vom 1. August 2008 liegt der Ort im Landkreis Bautzen.

## Bevölkerung
Für seine Statistik über die sorbische Bevölkerung in der Oberlausitz ermittelte Arnošt Muka in den achtziger Jahren des 19. Jahrhunderts eine Bevölkerungszahl von 203 Einwohnern; davon waren 202 Sorben und nur ein Deutscher. Ernst Tschernik zählte im Jahr 1956 noch einen sorbischsprachigen Bevölkerungsanteil von 62,5 %.

## Nachweise
1. ↑  Keula im Historischen Ortsverzeichnis von Sachsen Abgerufen am 7. Mai 2017
2. ↑  Katholische Pfarrgemeinde St. Mariä Himmelfahrt Wittichenau: Keula. In: st-mariae-himmelfahrt-wittichenau.de. Abgerufen am 7. Mai 2017.
3. ↑  Keula in der Datenbank des Vereins für Computergenealogie. Abgerufen am 7. Mai 2017.
4. ↑  Ernst Tschernik: Die Entwicklung der sorbischen Bevölkerung. Akademie-Verlag, Berlin 1954, S. 91.
5. ↑  Ludwig Elle: Sprachenpolitik in der Lausitz. Domowina-Verlag, Bautzen 1995.